# Polyura delphis
 Polyura delphis  – motyl dzienny z rodziny rusałkowatych (Nymphalidae). Bliskie pokrewieństwo z motylami z rodzaju Charaxes.
Wygląd
Rozpiętość skrzydeł 9-10 cm. Przednie skrzydła jasnożółta lub biała z czarnymi plamami na brzegach. Na tylnych skrzydłach ogonki. Spód jasnoniebieski w brązowe, zielone i niebieskie plamki.
Występowanie
Pakistan, północ Indii, Birma.